# مقاطعة هاريسون (إنديانا)
مقاطعة هاريسون هي مقاطعة في إنديانا، بلغ عدد سكانها 39٬364  نسمة، في 2010، عاصمتها كورايدون، تبلغ مساحتها 1٬261 كيلومتر مربع.

## الموقع
تشترك في الحدود مع:
- مقاطعة واشنطن (إنديانا)
- مقاطعة هاردين
- مقاطعة ميد
- مقاطعة جيفيرسون
- مقاطعة فلويد
- مقاطعة كروفورد.

## التقسيمات الإدارية
- كورايدون.